# 尼科爾森 (密西西比州)
尼科爾森（英語：Nicholson）是位於美國密西西比州珀爾里弗縣的普查規定居民點。

## 人口
根據2020年美國人口普查的數據，尼科爾森的面積為16.20平方千米，當中陸地面積為15.65平方千米，而水域面積為0.55平方千米。當地共有人口2833人，而人口密度為每平方千米174.88人。